# Международный юношеский конкурс имени Чайковского
Международный юношеский конкурс имени Петра Ильича Чайковского — соревнование академических музыкантов-исполнителей в возрасте до 17 лет. Проводится с 1992 года среди пианистов, скрипачей и виолончелистов по инициативе Ассоциации лауреатов Международного конкурса имени П. И. Чайковского. Президентом и почетным председателем жюри первого конкурса стал победитель «взрослого» конкурса Чайковского Харви Лейвен (Ван) Кли́берн-младший, в разные годы художественными руководителями конкурса выступали пианист Лев Николаевич Власенко, скрипач Виктор Викторович Третьяков, Владислав Александрович Чернушенко.

## Москва, Россия (1992)
14 — 30 июня
Первый конкурс прошёл на базе Московской государственной консерватории имени Петра Ильича Чайковского. Конкурсные прослушивания специальностей «скрипка» и «виолончель» проходили в Малом зале, а прослушивания специальности «фортепиано» в Большом зале консерватории. Председателями жюри стали выдающиеся музыканты, лауреаты Международного конкурса имени П. И. Чайковского разных лет: Михаил Васильевич Плетнёв (специальность «фортепиано»), Наталия Николаевна Шаховская (специальность «виолончель»), Эдуард Давидович Грач и Виктор Викторович Третьяков (специальность «скрипка»). Для сопровождения скрипачей и виолончелистов был приглашен Большой симфонический оркестр имени П. И. Чайковского, которым дирижировал Александр Александрович Ведерников. Пианисты выступали в сопровождении Российского Национального оркестра под руководством Николая Геннадьевича Алексеева. 

## Сендай, Япония (1995)
25 августа — 10 сентября
Благодаря высокому художественному и организационному уровню Международный юношеский конкурс Чайковского быстро завоевал международную репутацию, и после завершения первого конкурса организаторы получили предложение о проведении следующего соревнования в Японии. В конкурсе приняли участие два оркестра: Академический симфонический оркестр Московской филармонии под руководством Александра Михайловича Анисимова, и Сэндайский филармонический оркестр. Впервые председателем жюри по специальности «фортепиано» стала иностранка, японская пианистка Хироко Накамура. Наталия Николаевна Шаховская и Виктор Викторович Третьяков снова стали председателями жюри по специальностям «виолончель» и «скрипка».
| Премия | Фортепиано           | Фортепиано | Скрипка       | Скрипка  | Виолончель               | Виолончель       |
| Премия | Имя, фамилия         | Страна     | Имя, фамилия  | Страна   | Имя, фамилия             | Страна           |
| ------ | -------------------- | ---------- | ------------- | -------- | ------------------------ | ---------------- |
| I      | Лан Лан              | Китай      | Петр Квасный  | Польша   | Моника Лесковар          | Хорватия         |
| II     | Аяко Уэхара          | Япония     | Сака Мацуяма  | Япония   | Бернард Наоки Геденборг  | Австрия          |
| III    | Василий Примаков     | Россия     | Веи Лю        | Китай    | Тао Ни Александр Кекшоев | Китай Россия     |
| IV     | Игорь Гришин         | Россия     | Давид Кошерон | Норвегия | Ю-Джонг Ли               | Республика Корея |
| V      | Полина Кондраткова   | Россия     | Эми Ивазуми   | США      | Николай Гималетдинов     | Россия           |
| VI     | Екатерина Меньшикова | Россия     | Лиана Гурджия | Россия   | —                        | —                |

## Санкт-Петербург, Россия (1997)
23 августа — 6 сентября
Третий конкурс прошёл при поддержке Санкт-Петербургской консерватории им. Н. А. Римского-Корсакова. Открытие, закрытие и третий тур конкурса прошли в Большом зале консерватории, а прослушивания первого и второго туров — в Большом и Глазуновском залах Государственной академической капеллы Санкт-Петербурга. Для всех трех специальностей был приглашен симфонический оркестр Капеллы, дирижировал которым Владислав Александрович Чернушенко. Председателями жюри третьего конкурса стали Максим Викторович Федотов (специальность «скрипка»), композитор Сергей Михайлович Слонимский (специальность «фортепиано»), Анатолий Павлович Никитин (специальность «виолончель»). 
| Премия | Фортепиано                      | Фортепиано | Скрипка                     | Скрипка                 | Виолончель                           | Виолончель       |
| Премия | Имя, фамилия                    | Страна     | Имя, фамилия                | Страна                  | Имя, фамилия                         | Страна           |
| ------ | ------------------------------- | ---------- | --------------------------- | ----------------------- | ------------------------------------ | ---------------- |
| I      | Сергей Басукинский              | Россия     | Буй Конг Зюи                | Вьетнам                 | Бон Ин Кох                           | Республика Корея |
| II     | Лиза Рах                        | США        | Квох Нюк Джу Мария Скрябина | Республика Корея Россия | Светлана Владимирова Николай Матвеев | Россия           |
| III    | Полина Кондраткова Пётр Овчаров | Россия     | Илья Козлов                 | Россия                  | Алексей Киселев                      | Беларусь         |
| IV     | Дмитрий Демяшкин                | Россия     | Яцек Ропски                 | Польша                  | Ольга Дёмина                         | Россия           |
| V      | Павел Домбровский               | Россия     | Василий Филатов             | Россия                  | —                                    | —                |
| VI     | —                               |            | —                           | —                       | —                                    | —                |

## Сямынь, Китай (2002)
18 октября — 31 октября 
Изначально проведение конкурса было запланировано на 2000 год, но из-за вспышки птичьего гриппа, конкурс было решено перенести на 2002 год. Художественным руководителем стал знаменитый китайский пианист и композитор, лауреат II Международного конкурса имени П.И Чайковского Инь Чэнцзун, выступивший с предложением провести конкурс в своем родном городе Сямынь. Председателями жюри были назначены Алексей Аркадьевич Наседкин (специальность «фортепиано»), Наталья Николаевна Шаховская (специальность «виолончель») и Максим Викторович Федотов (специальность «скрипка»). В конкурсе принимал участие Сямыньский филармонический оркестр, в состав которого на время проведения конкурса пригласили 30 оркестрантов из России. Дирижерами выступали Чжэн Сяоин и Юрий Леонидович Кочнев. Выступления участников первого, второго и третьего туров походили в концертном зале острова Гуланъюй (Gulangyu Music Hall), Сямыньском художественном театре (Xiamen Art Theatre). Закрытие конкурса состоялось в Сямыньском народном зале собраний (Xiamen People’s Hall).
| Премия | Фортепиано      | Фортепиано       | Скрипка        | Скрипка          | Виолончель   | Виолончель       |
| Премия | Имя, фамилия    | Страна           | Имя, фамилия   | Страна           | Имя, фамилия | Страна           |
| ------ | --------------- | ---------------- | -------------- | ---------------- | ------------ | ---------------- |
| I      | Хаочен Чжан     | Китай            | Сяоюи Янг      | Китай            | Боньян Тиан  | Китай            |
| II     | Юн-Таек Ким     | Республика Корея | И-юн Чои       | Республика Корея | Сон Мин Канг | Республика Корея |
| III    | Евгений Андреев | Россия           | Елена Семёнова | Россия           | Нан Джиа     | Китай            |
| IV     | —               | —                | —              | —                | —            | —                |
| V      | —               | —                | —              | —                | —            | —                |
| VI     | —               | —                | —              | —                | —            | —                |

## Курасики, Япония (2004)
В 2004 году Международный юношеский конкурс имени П. И. Чайковского вернулся в Японию, на этот раз в город Курасики. Открытие конкурса, первый и второй туры по специальности «фортепиано» прошли в Toko-Gakuda Hall. Первый и второй туры по специальности «скрипка» прошли в Syoutokuden Hall, а по специальности «виолончель» — в Kurashiki Geibunkan Hall. Третий тур и закрытие конкурса состоялись в Kurashiki City Auditorium. Впервые в проведении конкурса принимал участие Государственный музыкальный мемориальный музей-заповедник П. И. Чайковского в Клину, который привез в Курасики выставку личных вещей композитора. Участники конкурса выступали в сопровождении Государственного Академического Симфонического Оркестра России, которым дирижировали Юрий Михайлович Ткаченко и Хироси Сэкия. Председателем жюри по специальности «фортепиано» стал Александр Сергеевич Соколов, которого назначили на должность Министра культуры РФ во время работы на конкурсе. Максим Викторович Федотов и Сергей Павлович Ролдугин стали председателями по специальностям «скрипка» и «виолончель». 
| Премия | Фортепиано                  | Фортепиано   | Скрипка       | Скрипка          | Виолончель          | Виолончель              |
| Премия | Имя, фамилия                | Страна       | Имя, фамилия  | Страна           | Имя, фамилия        | Страна                  |
| ------ | --------------------------- | ------------ | ------------- | ---------------- | ------------------- | ----------------------- |
| I      | Юлия Чаплина                | Россия       | Айлен Притчин | Россия           | Фёдор Амосов        | Россия                  |
| II     | Динара Клинтон              | Украина      | Вон-хи Бай    | Республика Корея | Юн-сун Хонг         | Республика Корея        |
| III    | Юсито Намасава Куок-вай Лио | Япония Китай | Юн-вон Сонг   | Республика Корея | Юн Ли Алексей Жилин | Республика Корея Россия |
| IV     | —                           | —            | —             | —                | Нарек Ахназарян     | Россия                  |
| V      | —                           | —            | —             | —                | —                   | —                       |
| VI     | —                           | —            | —             | —                | —                   | —                       |

## Сувон, Корея (2009)
Шестой конкурс прошёл в Сувоне, столице корейской провинции Кёнгидо, в 2009 году. Церемония открытия, прослушивания первого и второго туров по специальности «фортепиано», закрытие и гала-концерт прошли в большом зале Центра искусств Кёнгидо (Gyeonggi Arts Center), первый и второй туры по специальности «виолончель» — в малом зале центра, а выступления участников по специальности «скрипка» — в концертном зале Фонда поддержки культуры Кёнгидо (Gyeonggi Cultural Foundation). На шестой конкурс были приглашены три дирижера: Кым Нансэ (Nance Gum), Юрий Михайлович Ткаченко и Александр Иванович Полищук, которые дирижировали Государственного Академического Симфонического Оркестра России и Филармоническим оркестром провинции Кёнгидо. Председателями жюри шестого конкурса были назначены: Александр Сергеевич Соколов (специальность «фортепиано»), Сергей Иванович Кравченко (специальность «скрипка») и Сергей Павлович Ролдугин (специальность «виолончель»). 
| Премия | Фортепиано        | Фортепиано             | Скрипка                              | Скрипка                               | Виолончель            | Виолончель             |
| Премия | Имя, фамилия      | Страна                 | Имя, фамилия                         | Страна                                | Имя, фамилия          | Страна                 |
| ------ | ----------------- | ---------------------- | ------------------------------------ | ------------------------------------- | --------------------- | ---------------------- |
| I      | Хуан Наньсун      | Китай                  | Сирена Ханг                          | США                                   | Митияки Уэно          | Япония                 |
| II     | Ким Суён Юй Чуну  | Республика Корея Китай | Лим Сохён                            | Республика Корея                      | Ли Санын              | Республика Корея       |
| III    | Ким Джонын        | Республика Корея       | Жоу Роуз Сянь Ким Ке Хи (Gyehee Kim) | Китайская Республика Республика Корея | Мун Тхэгук Бюн Се Бом | Республика Корея       |
| IV     | Дмитрий Майборода | Россия                 | Ян Инмо                              | Республика Корея                      | Хэ Сыхао На Йонъин    | Китай Республика Корея |
| V      | Лю Дзухао         | Китай                  | Джу Кэ                               | Китай                                 | —                     | —                      |
| VI     | —                 | —                      | —                                    | —                                     | —                     | —                      |

## Монтрё-Веве, Швейцария (2012)
5 — 15 сентября
Конкурс впервые прошёл в Европе, на берегу Женевского озера. На открытии конкурса выступил Симфонический оркестр Санкт-Петербургской филармонии под руководством Юрия Хатуевича Темирканова. Участники Третьего тура выступали в концертном зале имени Стравинского (Auditorium Stravinski) в сопровождении Государственного симфонического оркестра «Новая Россия» под руководством Юрия Михайловича Ткаченко и симфонического оркестра города Лозанны (Sinfonietta de Lausanne) под руководством швейцарского дирижера Мартина Фишер-Дискау (Martin Fischer-Dieskau). Организатором конкурса в Швейцарии выступила дирекция фестиваля «Музыкальный сентябрь» (Septembre Musical), исполнительным директором конкурса стал генеральный директор Большого оперного театра Женевы Тобиас Рихтер (Tobias Richter). Председателями жюри конкурса выступили: Виктор Викторович Третьяков (Скрипка), Александр Сергеевич Соколов (фортепиано) и Элеонора Иоанновна Тестелец (виолончель).
| Премия | Фортепиано                | Фортепиано       | Скрипка                        | Скрипка          | Виолончель                    | Виолончель       |
| Премия | Имя, фамилия              | Страна           | Имя, фамилия                   | Страна           | Имя, фамилия                  | Страна           |
| ------ | ------------------------- | ---------------- | ------------------------------ | ---------------- | ----------------------------- | ---------------- |
| I      | Александр Кутузов         | Россия           | Верико Чумбуридзе              | Грузия Турция    | Ноа Ли (Noah Lee)             | США              |
| II     | Болаи Као (Bolai Cao)     | Китай            | Ю-Джин Ли (Yoo-Jin Lee)        | Республика Корея | Златомир Фанг (Zlatomir Fung) | США              |
| III    | Кон Уи Пак (Kon Ui Pak)   | КНДР             | Джавон Ви (Jaewon Wee)         | Республика Корея | Джа Кёнг Хах (Ja Kyung Huh)   | Республика Корея |
| IV     | Зюхонг Чен (Xuehong Chen) | Китай            | Юрий Василевский               | Беларусь         | Донгёл Ли (Dongyeol Lee)      | Республика Корея |
| V      | Илья Бахтин               | Россия           | Херонгджиа Хан (Herongjia Han) | Китай            | Иван Сендецкий                | Россия           |
| VI     | Таек Ги Ли (Taek Gi Lee)  | Республика Корея | Сюнгхи Ли (Seunghee Lee)       | Республика Корея | Ёнг Ин На (Young In Na)       | Республика Корея |

## Москва, Россия (2014)
23 июня — 3 июля
После двадцатилетнего перерыва конкурс вернулся в Москву. Участники Третьего тура конкурса выступали в Большом зале Московской консерватории в сопровождении Государственного симфонического оркестра «Новая Россия» под руководством Заслуженного артиста России дирижера Юрия Михайловича Ткаченко и Евразийского симфонического оркестра (Казахстан) под руководством Айдара Торыбаева. Председателями жюри конкурса стали: Владимир Павлович Овчинников (специальность «фортепиано»), Айман Кожабековна Мусахаджаева (специальность «скрипка»), Элеонора Иоанновна Тестелец (спецаильность «виолончель»). Организаторами конкурса в Москве стали Московская государственная консерватория имени П. И. Чайковского, Российская академия музыки имени Гнесиных и Центральная музыкальная школа при Московской консерватории.
| Премия | Фортепиано               | Фортепиано | Скрипка                                | Скрипка                         | Виолончель                                                    | Виолончель           |
| Премия | Имя, фамилия             | Страна     | Имя, фамилия                           | Страна                          | Имя, фамилия                                                  | Страна               |
| ------ | ------------------------ | ---------- | -------------------------------------- | ------------------------------- | ------------------------------------------------------------- | -------------------- |
| I      | Александр Малофеев       | Россия     | Руслан Талас-Турунтаев                 | Казахстан                       | Ла Ли (La Li)                                                 | Китай                |
| II     | Кайвен Жао (Kaiwen Zhao) | Китай      | Роман Решеткин Субин Ли (Soo Been Lee) | Россия Франция Республика Корея | Вучан Джонг (Woochan Jeong) Гэбриел Мартинс (Gabriel Martins) | Республика Корея США |
| III    | Тагир Камальтдинов       | Россия     | Наина Кобзарева Юмин Сео (Yoo Min Seo) | Россия Республика Корея         | Нейтан Ли (Nathan Lee)                                        | США                  |
| IV     | Владимир Скоморохов      | Россия     | Вей Жанг (Wei Zhang)                   | Китай                           | Хюна Пьё (Hyunah Pyo)                                         | Республика Корея     |
| V      | Ильдар Саубанов          | Россия     | —                                      | —                               | Наталья Смирнова                                              | Россия               |
| VI     | Янфенг Баи (Yanfeng Bai) | Китай      | —                                      | —                               | —                                                             | —                    |

## Новосибирск, Россия (2015)
5 — 15 декабря
Конкурс, посвященный 175-летию П. И. Чайковского, впервые проходил в зимний период, в столице Сибири. Участники Третьего тура конкурса выступали в Государственном концертом зале имени Арнольда Каца в сопровождении Государственного академического симфонического оркестра Республики Беларусь под руководством Народного артиста Республики Беларусь дирижера Александра Михайловича Анисимова и Новосибирского академического симфонического оркестра под руководством Заслуженного артиста России дирижера Юрия Михайловича Ткаченко. Председателями жюри были приглашены Владимир Павлович Овчинников (специальность «фортепиано»), Сергей Иванович Кравченко (специальность «скрипка») и Мария Константиновна Чайковская (спецаильность «виолончель»). Организаторами конкурса в Новосибирске выступили Министерство культуры Новосибирской области и Межгосударственная корпорация развития.
| Премия | Фортепиано                     | Фортепиано       | Скрипка                                                      | Скрипка                         | Виолончель                               | Виолончель                |
| Премия | Имя, фамилия                   | Страна           | Имя, фамилия                                                 | Страна                          | Имя, фамилия                             | Страна                    |
| ------ | ------------------------------ | ---------------- | ------------------------------------------------------------ | ------------------------------- | ---------------------------------------- | ------------------------- |
| I      | Соа Е (Su-Ah Ye)               | Республика Корея | Мария Андреева Ким Донхён (Donghyun Kim)                     | Россия Республика Корея         | Мария Зайцева Анастасия Ушакова          | Россия                    |
| II     | Елизавета Ключерёва            | Россия           | Лиза Ясуда (Lisa Yasuda) Диана Адамян Пак Джиён (Jieon Park) | Япония Армения Республика Корея | Дилан Ву (Dylan Wu) Ян Сана (Sanga Yang) | США Республика Корея      |
| III    | Ли Хёк (Hyuk Lee)              | Республика Корея | Хон Хёна (Hyeonah Hong) Мария Баева-Кузнецова                | Республика Корея Россия         | Хан Дана (Dan Ah Han) Тимур Рашков       | Республика Корея Беларусь |
| IV     | Лю Юнцю (Yongqiu Liu)          | Китай            | —                                                            | —                               | Ли Джона (Jung Ah Lee)                   | Республика Корея          |
| V      | Шуань Херн Ли (Shuan Hern Lee) | Австралия        | —                                                            | —                               | —                                        | —                         |
| VI     | Александр Захаров              | Россия           | —                                                            | —                               | —                                        | —                         |

## Астана, Казахстан (2017)
15 — 25 июня
Юбилейный конкурс проводился в столице Казахстана. Конкурсные прослушивания проходили в «Астана Опере», Зале Ж.Жабаева и Органном зале Казахского национального университета искусств, а церемония закрытия — в ЦКЗ «Казахстан». Финалисты выступали в сопровождении Евразийского симфонического оркестра (дирижер — заслуженный артист России Юрий Михайлович Ткаченко) и Симфонического оркестра КазНУИ под руководством Айдара Торыбаева. Председатели жюри в номинациях: «фортепиано» — Владимир Павлович Овчинников, «скрипка» — Виктор Викторович Третьяков, «виолончель» — Сергей Павлович Ролдугин. Организаторы конкурса — Ассоциация лауреатов Международного конкурса им. П. И. Чайковского и Министерство культуры и спорта Республики Казахстан. Конкурс проводился при поддержке Казахского национального университета искусств, Московской государственной консерватории им. П. И. Чайковского и Акимата города Астаны.
| Премия | Фортепиано                                                    | Фортепиано              | Скрипка                                                        | Скрипка                 | Виолончель                                  | Виолончель       |
| Премия | Имя, фамилия                                                  | Страна                  | Имя, фамилия                                                   | Страна                  | Имя, фамилия                                | Страна           |
| ------ | ------------------------------------------------------------- | ----------------------- | -------------------------------------------------------------- | ----------------------- | ------------------------------------------- | ---------------- |
| I      | Кайл Ху (Kyle Hu)                                             | США                     | Нейкиунг Канг (Nakyung Kang) Юджин Каваи (Eugene Kawai)        | Республика Корея Япония | Ё Китамура (Yo Kitamura)                    | Япония           |
| II     | Илья Папоян Хэчао Ян (Hechao Yang)                            | Россия Китай            | Анне Мария Уэрмайер (Anne Maria Wehrmeyer) Акбике Алги         | Германия Казахстан      | Намиса Сунь (Namisa Sun)                    | Китай            |
| III    | Анастасия Махамендрикова Мария Андреева                       | Россия                  | Рахиль Мусаходжаева Алексей Стычкин Чжэньи Цзян (Zhenyi Jiang) | Казахстан Россия Китай  | Июн Кан (Yeeun Kang)                        | Республика Корея |
| IV     | Сон Хён Ким (Song Hyeon Kim) Хироки Накаяма (Hiroki Nakayama) | Республика Корея Япония | —                                                              | —                       | Шон Кангюн Юй (Sean Kanghyun Yu)            | США              |
| V      | —                                                             | —                       | —                                                              | —                       | Сара Чаньо (Sara Čano)                      | Словения         |
| VI     | —                                                             | —                       | —                                                              | —                       | Мауро Паоло Монополи (Mauro Paolo Monopoli) | Италия           |

## Партнёры конкурса
За годы проведения партнерами конкурса выступали ведущие учебные заведения мира, концертные площадки, коммерческие компании. Среди традиционных образовательных партнеров конкурса особое место занимают Московская государственная консерватория имени П. И. Чайковского, Российская академия музыки имени Гнесиных и Центральная музыкальная школа при Московской консерватории. Для победителей конкурса в 2015 года творческим коллективом Академии акварели и изящных искусств Сергея Андрияки была разработана памятная статуэтка «Муза», символизирующую покровительницу П. И. Чайковского баронессу Надежду фон Мекк.